# Tasenia
Anarmodia is een geslacht van vlinders van de familie van de grasmotten (Crambidae), uit de onderfamilie van de Spilomelinae. De wetenschappelijke naam voor dit geslacht is voor het eerst gepubliceerd in 1901 door Pieter Snellen.
Dit geslacht is monotypisch, dat wil zeggen dat het maar één soort heeft namelijk Tasenia nigromaculalis Snellen, 1901 uit Indonesië en de Filipijnen.